# 12493 Minkowski
12493 Minkowski è un asteroide della fascia principale. Scoperto nel 1997, presenta un'orbita caratterizzata da un semiasse maggiore pari a 3,1671483 UA e da un'eccentricità di 0,0917035, inclinata di 6,67771° rispetto all'eclittica.